# Granica ryzyka
Granica ryzyka (hiszp. Al límite) – hiszpański dreszczowiec z 1997 roku w reżyserii Eduardo Campoya.

## Obsada
- Juanjo Puigcorbé – Javier Barea
- Lydia Bosch – María Ramos
- Béatrice Dalle – Elena Marques
- Natalia Dicenta – Elena Marques (głos)
- Bud Spencer – Elorza
- Paco Hernández – Elorza (głos)
- Mabel Lozano – Candela Pérez
- José Manuel Lorenzo – José Manuel Vadillo
- Rafael Romero Marchent – sędzia
- Manuel Gil – sekretarz prawny
- Etienne Draber – Roberto
- José Ángel Juanes – Roberto (głos)
- Pilar Barrera – aktorka
- Rosanna Yanni – Rosario
- Patricia Pérez – ofiara
- Rosanna Walls – prostytutka
- Alicia Ramírez – dziennikarka[2][3]